# Oxycardenius tinctipennis
Oxycardenius tinctipennis är en insektsart som beskrevs av Boris Petrovich Uvarov 1953. Oxycardenius tinctipennis ingår i släktet Oxycardenius och familjen gräshoppor. Inga underarter finns listade i Catalogue of Life.